# Magyarország az 1997-es fedett pályás atlétikai világbajnokságon
Magyarország a Párizsban megrendezett 1997-es fedett pályás atlétikai világbajnokság egyik részt vevő nemzete volt. Az ország a versenyen tizennégy sportolóval képviseltette magát.

## Eredmények

### Férfi
| Versenyző       | Versenyszám | Előfutam | Előfutam | Előfutam | Elődöntő | Elődöntő | Elődöntő | Döntő   | Döntő    |
| Versenyző       | Versenyszám | Idő      | Hely.    | Össz.    | Idő      | Hely.    | Össz.    | Idő     | Helyezés |
| --------------- | ----------- | -------- | -------- | -------- | -------- | -------- | -------- | ------- | -------- |
| Dobos Gábor     | 60 m        | 6,76     | 3.       | 30.      | kiesett  | kiesett  | kiesett  | kiesett | kiesett  |
| Gyulai Miklós   | 60 m        | 6,82     | 4.       | 36.      | kiesett  | kiesett  | kiesett  | kiesett | kiesett  |
| Gyulai Miklós   | 200 m       | 21,29    | 3.       | 20.      | 22,13    | 6.       | 17.      | kiesett | kiesett  |
| Kovács Dusán    | 400 m       | 47,81    | 2.       | 23.      | 47,23    | 5.       | 14.      | kiesett | kiesett  |
| Nyilasi Péter   | 400 m       | 48,21    | 4.       | 27.      | kiesett  | kiesett  | kiesett  | kiesett | kiesett  |
| Tölgyesi Balázs | 1500 m      | 3:41,94  | 5.       | 13.      |          |          |          | kiesett | kiesett  |

| Versenyző      | Versenyszám | Selejtező | Selejtező | Döntő    | Döntő    |
| Versenyző      | Versenyszám | Eredmény  | Helyezés  | Eredmény | Helyezés |
| -------------- | ----------- | --------- | --------- | -------- | -------- |
| Kovács István  | Magasugrás  | 2,15 m    | 24.       | kiesett  | kiesett  |
| Bagyula István | Rúdugrás    | 5,45 m    | 16.       | kiesett  | kiesett  |
| Ordina Tibor   | Hármasugrás | 16,86 m   | 5.        | 16,65 m  | 8.       |
| Czingler Zsolt | Hármasugrás | 16,69 m   | 13.       | kiesett  | kiesett  |

### Női
| Versenyző  | Versenyszám | Előfutam | Előfutam | Előfutam | Elődöntő | Elődöntő | Elődöntő | Döntő   | Döntő    |
| Versenyző  | Versenyszám | Idő      | Hely.    | Össz.    | Idő      | Hely.    | Össz.    | Idő     | Helyezés |
| ---------- | ----------- | -------- | -------- | -------- | -------- | -------- | -------- | ------- | -------- |
| Barati Éva | 60 m        | 7,64     | 6.       | 27.      | kiesett  | kiesett  | kiesett  | kiesett | kiesett  |

| Versenyző        | Versenyszám | Selejtező | Selejtező | Döntő    | Döntő    |
| Versenyző        | Versenyszám | Eredmény  | Helyezés  | Eredmény | Helyezés |
| ---------------- | ----------- | --------- | --------- | -------- | -------- |
| Győrffy Dóra     | Magasugrás  | 1,80 m    | 23.       | kiesett  | kiesett  |
| Szabó Zsuzsa     | Rúdugrás    | 3,90 m    | 12.       | 3,70 m   | 11.      |
| Szemerédi Eszter | Rúdugrás    | 4,00 m    | 7.        | 4,10 m   | 7.       |
| Vaszi Tünde      | Távolugrás  | 6,45 m    | 11.       | 6,49 m   | 9.       |